# آتش‌سوزی هتل ایران
آتش‌سوزی هتل ایران در بندر انزلی حادثه‌ای آتش‌سوزی بود که در شامگاه پنجشنبه ۲۳ آذر ۱۴۰۲ رخ داد. هتل ایران در میدان شهرداری جنب بلوار بندر انزلی قرار دارد و از هتل‌های تاریخی ایران است.

## رویداد
شعبان جعفری رئیس شورای اسلامی شهر بندر انزلی با اشاره به جزئیات آتش‌سوزی هتل ایران در بندر انزلی اظهار کرد ساعت ۲۲:۳۰ پنجشنبه ۲۳ آذر ۱۴۰۲ خبر آتش‌سوزی ساختمان تاریخی هتل ایران به مرکز دریافت اخبار سازمان آتش‌نشانی گزارش شد.
بر اساس گزارش‌های میدانی بیش از ۱۰ ماشین آتش‌نشانی اداره کل بنادر و دریانوردی گیلان جهت خاموش کردن آتش هتل ایران در مکان حادثه حاضر شدند.
وحید پورحضرت شهردار بندر انزلی با اشاره به آخرین وضعیت آتش‌سوزی ساختمان ایران در بلوار قدس بندر انزلی اظهار کرد ۱۷ ماشین آتش‌نشانی جهت خاموش کردن آتش ساختمان ایران در مکان حادثه حاضر شدند و پس از گذشت ۲ ساعت و نیم آتش با موفقیت خاموش شد. وی اظهار کرد که دلیل آتش‌سوزی توسط کارشناسان در حال بررسی است.